# 児玉弘行
児玉 弘行（こだま ひろゆき、生没年不詳）は、平安時代後期の武蔵国児玉郡の武将。武蔵七党の一角を占める武士団児玉党の本宗家2代目。通称は大夫。

## 概要
児玉大夫弘行は、児玉党の党祖である有道児玉惟行の嫡男として生まれ、児玉党本宗家2代目となった武将である。『武蔵七党系図』には、遠峰 有 太夫 別当 弘行の名で記されている（広行の文字を充てているものもある）。多くの系図に「別当」と言う文字が名に付く事から、在地豪族となった父惟行の後を継いで、阿久原牧の管理を行なったものと見られる。
児玉町蛭川地内の駒形神社の由緒によれば、「延久年間（1069 - 73年）、武蔵守惟行の嫡男弘行、当国御牧の別当の時、牛馬守護の神たるを以て良馬蕃植を本社に折り、社殿を修理し、神田若干寄付す」とある。父惟行の没後の動向について伝えられているほか、児玉郡蛭川村が児玉氏本宗家の領地内であったとしている。
弟は3人おり、児玉経行、児玉貞行、児玉惟親。この内、父惟行の末っ子（児玉氏分家中の分家）である惟親の末裔に、弘行の嫡男である児玉家行（児玉党本宗家3代目）と同名の人物がいる。系図上の子息は2人おり、嫡男である有道家行（後の児玉家行）と次男に有道資行がいる。系図によっては、三男に基行とあり、その基行の子は真下氏（眞下氏）を名乗ったとあるが、これは誤伝と考えられ、有道資行の四男が基行であり、彼が真下氏の祖である。

## 後三年の役 参戦の伝承
弘行は、永保3年（1083年）9月に起きた後三年の役に参戦していたとされ、伝承では、源八幡太郎義家の副将軍として、清原家衡、清原武衡軍と戦ったとされる。後に後白河上皇の命で作成された『奥州後三年合戦絵巻』には、大将軍八幡太郎義家と共に赤烏帽子姿で座した副将軍児玉有太夫弘行朝臣の姿が描かれていたとされるが、後の武蔵武者などの謀により別人の名に書き替えられてしまったと言う伝聞が残る（『奥州後三年記』の方も参照）。有は有道氏の意味であり、正式には、有道児玉大夫弘行となる。この事からも11世紀末に活躍していた人物である事が分かる。
伝承では、後三年の役において軍功を上げたとして、源義家から団扇を賜ったとされる。これが後に児玉党の軍旗に描かれた唐団扇の由来であり、家紋が軍配団扇紋となった由来とされる（伝承上であり、弘行が参戦していた確証はない）。
『小代行平置文』によれば、奥州征伐後に弘行と弟の有三別当太夫経行（有道児玉経行）は児玉郡を屋敷として居住する様に命じられ、弘行は児玉・入西の両郡の他、久下、村岡、忍などを領有したとされる。
後三年の役後の活動としては、伝承として、源義家に従わない多胡氏の討伐を命じられ、自分の代官として弟経行を派遣し、多胡氏を討ち滅ぼしたとされる。こうした伝承からも源氏と児玉（遠峰）氏の密接な関係がうかがえる。

## その他
- 惟行の次男で弘行の弟である児玉経行の娘は、源義朝の嫡子・義平の乳母となり、「乳母御所」を称したと『武蔵七党系図』には記されている（河内経国の方も参照）。児玉党が早い時期から河内源氏（清和源氏の一流）に従属していた事が分かり、中央政府と繋がりのある河内源氏を棟梁と仰ぐ事で、政治的保護を求めたものと見られる。この事から児玉党本宗家3代目（家行）の時代には源氏との繋がりが強くなったものと見られる。
- 児玉党祖である惟行と2代目の弘行の時代では、有道を名乗り、遠峰（コダマ・コタマと読む）を氏とした。児玉と書く様になったのは後世になる。